# Grand Prix automobile du Brésil
Le Grand Prix automobile du Brésil est une épreuve du championnat du monde de Formule 1. Il se dispute depuis 1972 et compte pour le championnat du monde depuis 1973.
Traditionnellement disputée en début d'année (entre fin janvier et début avril) à ses débuts, la course se dispute à partir de la saison 2004 du championnat du monde en clôture de la compétition, en octobre ou novembre.
Depuis 2021, l'épreuve est également connue comme le Grand Prix automobile de São Paulo, nom officiel portant sur la ville hôte du circuit.

## Les différents circuits utilisés

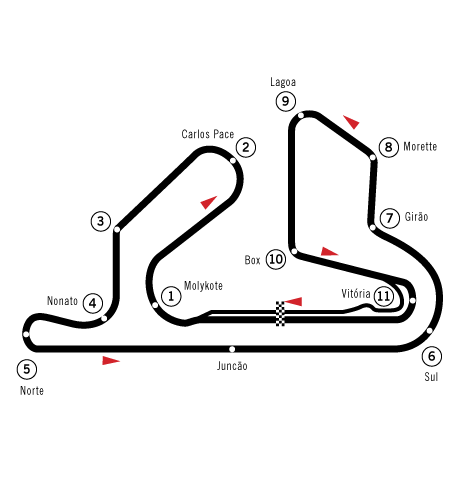
Jacarepagua à Rio de Janeiro
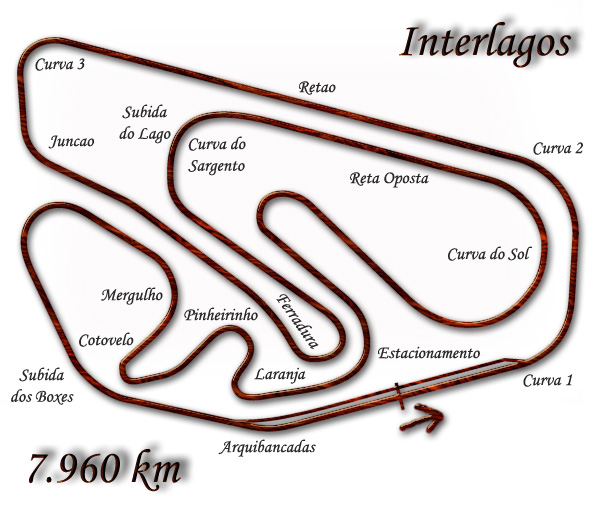
Interlagos à São Paulo, entre 1973 et 1980
Interlagos à São Paulo

## Faits marquants
- Grand Prix du Brésil 1973 : À l'occasion du premier Grand Prix du Brésil comptant pour le championnat du monde de Formule 1, Ronnie Peterson réalise sa première pole position, la 200e Grand Prix pour la Scuderia Ferrari.
- Grand Prix du Brésil 1975 : Deuxième épreuve de la saison, le Grand Prix du Brésil est remporté par le pilote local Carlos Pace qui obtient l'unique victoire de sa carrière en Formule 1. C'est également le premier podium pour Jochen Mass, le premier meilleur tour pour Jean-Pierre Jarier et également celui de Shadow. Graham Hill court ici son dernier Grand Prix et McLaren Racing son 100e.
- Grand Prix du Brésil 1976 : James Hunt réalise sa première pole position et Ligier court son premier Grand Prix.
- Grand Prix du Brésil 1978 : Deuxième épreuve de la saison, le Grand Prix du Brésil est remporté, sur Ferrari, par le pilote argentin Carlos Reutemann qui offre au manufacturier de pneumatique Michelin sa première victoire en Formule 1. L'écurie locale Fittipaldi Automotive obtient également son unique podium et Arrows court son premier Grand Prix.
- Grand Prix du Brésil 1979 : les pilotes Ligier, Jacques Laffite et Patrick Depailler, réalisent le seul doublé de l'écurie française, trois ans après ses débuts en Formule 1.
- Grand Prix du Brésil 1980 : Deuxième épreuve de la saison, le Grand Prix du Brésil est dominé par les Renault équipées d'un moteur turbocompressé. En tête jusqu'à la mi-course, Jean-Pierre Jabouille abandonne et cède la victoire à son coéquipier René Arnoux qui remporte son premier succès en Formule 1. Elio de Angelis monte sur son premier podium.
- Grand Prix du Brésil 1981 : Deuxième manche de la saison, le Grand Prix du Brésil, disputé sous la pluie, est le théâtre du second doublé consécutif de la saison de l'écurie Williams F1 Team mais dans le désordre : désobéissant ouvertement aux consignes d'équipe, Reutemann refuse de céder la victoire à son coéquipier Alan Jones, champion du monde en titre, et s'impose facilement.
- Grand Prix du Brésil 1982 : Deuxième manche de la saison, le Grand Prix du Brésil est remporté par Alain Prost (Renault) déclaré vainqueur à la suite de la disqualification, pour poids non-conforme, de Nelson Piquet (Brabham) et de son dauphin Keke Rosberg (Williams).
- Grand Prix du Brésil 1983 : Manche d'ouverture de la saison, le Grand Prix du Brésil est remporté par le pilote local Nelson Piquet (Brabham-BMW) qui s'impose devant le troisième d'une course sans second. En effet, deuxième de l'épreuve après une frayeur, sa Williams s'étant embrasée lors de son ravitaillement en essence (il a fallu toute la force de persuasion de son équipe pour l'obliger à remonter dans sa monoplace), le champion du monde en titre Keke Rosberg est disqualifié après une poussette dans les stands à la suite de son souci lors du ravitaillement. Les commissaires sportifs ont laissé cette deuxième place vacante et n'ont pas reclassé les pilotes arrivés derrière Rosberg.
- Grand Prix du Brésil 1984 : premier Grand Prix pour Ayrton Senna et première victoire, premier podium et premier meilleur tour du motoriste Techniques d'avant garde (TAG Porsche).
- Grand Prix du Brésil 1989 : Présent avec son écurie AGS sur le circuit de Jacarepagua, à Rio de Janeiro, pour une séance d'essais privés préparatoires à la saison 1989, Philippe Streiff est victime d'un très grave accident le 15 mars 1989 lors 'essais de pneumatiques. Coincé dans sa voiture, il est secouru dans des conditions qui le laissent tétraplégique. En course, le champion du monde Ayrton Senna perd toute chance de victoire devant son public dès le premier virage après la destruction de son aileron avant. Nigel Mansell s'impose pour sa première course chez Ferrari. C'est également la première victoire d'une monoplace de Formule 1 à boîte de vitesses semi-automatique à commandes au volant. Le Britannique devance Alain Prost et Mauricio Gugelmin qui monte sur le seul podium de sa carrière. Johnny Herbert finit quatrième pour son premier Grand Prix tandis que Ligier dispute son 200e.
- Grand Prix du Brésil 1991 : Ayrton Senna triomphe enfin devant son public. Parti en pole position, il subit la pression de Nigel Mansell jusqu'à son abandon. Senna commence à avoir des problèmes de boîte de vitesses qui ne compte plus que le sixième rapport en fin de course. Au bout de l'effort, il gagne son premier Grand Prix du Brésil devant une foule en liesse, sa voiture s'immobilisant pendant le tour d'honneur. Senna, complètement épuisé, doit être extrait de sa monoplace et a toutes les peines du monde à soulever son trophée sur le podium.
- Grand Prix du Brésil 1993 : Damon Hill monte sur son premier podium, McLaren remporte sa 100e victoire. Ce Grand Prix est marqué par un terrible accrochage entre Michael Andretti et Gerhard Berger.
- Grand Prix du Brésil 2001 : pour son troisième Grand Prix, Juan Pablo Montoya réalise un dépassement audacieux sur Michael Schumacher et s'échappe en tête de la course ; le Colombien abandonne à mi-course après avoir percuté Jos Verstappen. Schumacher est ensuite dépassé par David Coulthard qui remporte la course.
- Grand Prix du Brésil 2003 : Troisième épreuve de la saison, le Grand Prix est interrompu avant la fin de la course à la suite de l'accident de Fernando Alonso. Giancarlo Fisichella, après avoir dépassé Kimi Räikkönen deux tours avant l'interruption de la course est privé, durant cinq jours, de sa victoire, attribuée à l'origine au Finlandais. En effet, le classement s'établit selon le classement deux tours avant l'interruption. L'accident se produisit seulement un tour après la prise de la tête de course par Giancarlo mais après enquête, le drapeau rouge fut déployé environ quatre secondes après que le pilote Jordan ne franchisse la ligne d'arrivée. L'échange des coupes entre les deux hommes s'est produit lors du Grand Prix suivant.
- Grand Prix du Brésil 2005 : Fernando Alonso devient le plus jeune champion du monde de l'histoire grâce à sa troisième place qui le met définitivement hors de portée de son rival Kimi Räikkönen.
- Grand Prix du Brésil 2006 : pour la dernière course de sa carrière, Michael Schumacher a encore une chance de remporter un huitième titre mondial, mais compte dix points de retard sur le champion sortant Fernando Alonso et doit s'imposer en espérant que l'Espagnol ne finisse pas dans les points. Parti dixième, Schumacher commence à remonter dans le classement mais une touchette avec Giancarlo Fisichella provoque une crevaison de sa Ferrari et l'oblige à repasser par les stands pour repartir en fond de peloton. L'Allemand entame une remontée spectaculaire qui le voit finir quatrième alors qu'Alonso se contente de finir deuxième derrière le Brésilien Felipe Massa, ce qui lui assure son deuxième titre mondial consécutif.
- Grand Prix du Brésil 2007 : au départ de la course, trois pilotes sont en lutte pour le titre mondial : le débutant britannique Lewis Hamilton est en tête du championnat devant son coéquipier et rival Fernando Alonso mais Kimi Räikkönen, à 7 points d'Hamilton, peut toujours espérer être titré. Au départ, Räikkönen prend la deuxième place derrière son coéquipier Felipe Massa tandis que Hamilton, voulant dépasser Alonso, sort de la piste avant de tourner au ralenti. Le britannique peut continuer mais est loin au classement de la course, dominée par les Ferrari de Massa et Räikkönen, alors qu'Alonso ne peut suivre leur rythme. Une stratégie décalée permet à Räikkönen de passer en tête pour s'imposer devant Massa et Alonso tandis qu'Hamilton finit septième, à un tour. Grâce à sa victoire et aux résultats des pilotes McLaren, Räikkönen remporte son premier et seul titre de champion de monde.
- Grand Prix du Brésil 2008 : Avant la dernière manche de la saison, Lewis Hamilton et Felipe Massa sont les deux pilotes en course pour le titre de champion du monde. Alors que Massa doit finir premier ou second pour être titré, Hamilton n'a besoin que d'une cinquième place en cas de victoire du Brésilien. La course démarre sous une forte pluie, Massa part de la pole position et passe l'essentiel de la course en tête. Il croit remporter le titre car Hamilton n'est que sixième lorsqu'il passe la ligne d'arrivée en vainqueur. L'anglais dépasse alors Timo Glock en perdition (il avait choisi de garder ses pneus pour le sec alors que la pluie a refait son apparition dans les derniers tours) dans l'ultime virage et s'adjuge le titre en devenant le plus jeune champion du monde de l'histoire.
- Grand Prix du Brésil 2009 : pour la cinquième année consécutive, le titre mondial des pilotes est attribué au Brésil. En finissant cinquième de la course, Jenson Button assure son titre de champion du monde, tandis que son écurie Brawn GP remporte le championnat du monde des constructeurs.
- Grand Prix du Brésil 2010 : Pour l'avant-dernière manche de la saison, le jeune pilote allemand Nico Hülkenberg réalise la première pole position de sa carrière et devance sur la grille les cinq pilotes encore en lice pour le titre mondial. Sebastian Vettel et Mark Webber, en réalisant un doublé, permettent à leur écurie Red Bull Racing de remporter son premier titre de champion du monde des constructeurs. À l'issue de l'épreuve, quatre pilotes (Fernando Alonso, Webber, Vettel et Lewis Hamilton) sont toujours en lice pour le titre de champion du monde des pilotes.
- Grand Prix du Brésil 2012 : Avant la course, Sebastian Vettel compte 13 points d'avance sur Fernando Alonso. Au départ, Vettel est accroché par Bruno Senna et repart dernier avec une voiture endommagée. Sous des conditions météorologiques très changeantes, Nico Hülkenberg percute le leader Lewis Hamilton qui abandonne alors qu'il dispute sa dernière course avec McLaren. Vettel remonte au classement et Alonso doit gagner pour être champion. À trois tours de l'arrivée, Paul di Resta part à la faute dans la dernière montée et provoque la sortie de la voiture de sécurité qui contraint les pilotes à franchir l'arrivée sous son régime. Jenson Button remporte sa quinzième et dernière victoire tandis que Vettel remporte son troisième titre de champion du monde. À 43 ans, Michael Schumacher dispute son 307e et dernier Grand Prix.
- Grand Prix du Brésil 2013: invaincu depuis le Grand Prix de Belgique, Sebastian Vettel remporte sa neuvième victoire consécutive (record absolu), sa treizième de la saison, égalant les records d'Alberto Ascari et Michael Schumacher. Pour son dernier Grand Prix, son coéquipier Mark Webber finit deuxième et retire son casque pendant le tour d'honneur.
- Grand Prix du Brésil 2016 : Nico Rosberg peut être champion du monde à Interlagos. Le circuit est noyé sous les eaux et le départ donné derrière la voiture de sécurité. Deux drapeaux rouges suspendent la course qui voit finalement Lewis Hamilton s'imposer et retarder l'échéance. Hamilton obtient sa 52e victoire et passe devant Alain Prost. Repoussé au quatorzième rang après un ultime arrêt au stand, Max Verstappen remonte pour finir troisième, réalisant le meilleur tour en course, ce qui fait de lui le plus jeune pilote de l'histoire dans ce domaine.
- Grand Prix du Brésil 2018 : Max Verstappen alors en tête de la course est percuté par Esteban Ocon à qui il prend un tour, dans les esses de Senna. Lewis Hamilton en profite pour reprendre la première place et s'imposer, devant Verstappen. Mercedes remporte dès lors son cinquième titre mondial consécutif des constructeurs. Après la course, Verstappen retrouve Ocon dans les stands, le prenant à partie et le bousculant violemment.
- Grand Prix du Brésil 2019 : à cinq tours de l'arrivée, les pilotes Ferrari Sebastian Vettel et Charles Leclerc, en lutte pour le podium, s'accrochent et abandonnent. Lorsque la course est relancée après l'intervention de la voiture de sécurité, Lewis Hamilton veut remonter sur le leader de la course Max Verstappen mais accroche avec Alexander Albon en voulant le dépasser, permettant à Pierre Gasly de prendre la deuxième place de la course, obtenant ainsi son premier podium. Hamilton pénalisé de cinq secondes offre la troisième place à Carlos Sainz Jr., qui monte également sur son premier podium, le premier de McLaren depuis le Grand Prix d'Australie 2014.
- Grand Prix de São Paulo 2021 : la course brésilienne change de dénomination en 2021 pour devenir le Grand Prix de São Paulo. Meilleur temps des qualifications mais disqualifié pour aileron arrière non conforme, parti dernier de la Qualification Sprint, Lewis Hamilton remonte quinze places en 24 tours et termine cinquième de l'exercice. Il écope d'une autre pénalité pour changement de son cinquième moteur thermique et s'élance à la dixième place sur la grille de départ. En à peine dix-huit tours, il remonte en deuxième position derrière Max Verstappen puis le dépasse à douze boucles de l'arrivée pour remporter la cent-unième victoire de sa carrière, maintenant le suspense dans la lutte pour le titre mondial.
- Grand Prix de São Paulo 2022 : Kevin Magnussen et son équipe Haas obtiennent chacun leur première pole position lors des qualifications du vendredi qui établissent la grille de départ de la course sprint du samedi, remportée par George Russell. Le lendemain, celui-ci obtient sa première victoire en Grand Prix et offre à Mercedes son premier succès de la saison.
- Grand Prix de Sao Paulo 2024 : 17e sur la grille, Max Verstappen s'impose et se met en position de remporter son quatrième titre mondial consécutif dès la course suivante à Las Vegas. Derrière lui, les pilotes Alpine, Esteban Ocon et Pierre Gasly, obtiennent le premier double podium français depuis le Grand Prix d'Espagne 1997.

## Palmarès
- Le Grand Prix automobile du Brésil 1972 ne faisait pas partie du championnat du monde de Formule 1.

| Année | Vainqueur                                       | Voiture                                         | Circuit                                         | Résultats                                       |
| 1972  | Carlos Reutemann                                | Brabham-Ford                                    | Interlagos                                      | Résultats                                       |
| 1973  | Emerson Fittipaldi                              | Lotus-Ford                                      | Interlagos                                      | Résultats                                       |
| 1974  | Emerson Fittipaldi                              | McLaren-Ford                                    | Interlagos                                      | Résultats                                       |
| 1975  | José Carlos Pace                                | Brabham-Ford                                    | Interlagos                                      | Résultats                                       |
| 1976  | Niki Lauda                                      | Ferrari                                         | Interlagos                                      | Résultats                                       |
| 1977  | Carlos Reutemann                                | Ferrari                                         | Interlagos                                      | Résultats                                       |
| 1978  | Carlos Reutemann                                | Ferrari                                         | Jacarepagua                                     | Résultats                                       |
| 1979  | Jacques Laffite                                 | Ligier-Ford                                     | Interlagos                                      | Résultats                                       |
| 1980  | Rene Arnoux                                     | Renault                                         | Interlagos                                      | Résultats                                       |
| 1981  | Carlos Reutemann                                | Williams-Ford                                   | Jacarepagua                                     | Résultats                                       |
| 1982  | Alain Prost                                     | Renault                                         | Jacarepagua                                     | Résultats                                       |
| 1983  | Nelson Piquet                                   | Brabham-BMW                                     | Jacarepagua                                     | Résultats                                       |
| 1984  | Alain Prost                                     | McLaren-TAG                                     | Jacarepagua                                     | Résultats                                       |
| 1985  | Alain Prost                                     | McLaren-TAG                                     | Jacarepagua                                     | Résultats                                       |
| 1986  | Nelson Piquet                                   | Williams-Honda                                  | Jacarepagua                                     | Résultats                                       |
| 1987  | Alain Prost                                     | McLaren-TAG                                     | Jacarepagua                                     | Résultats                                       |
| 1988  | Alain Prost                                     | McLaren-Honda                                   | Jacarepagua                                     | Résultats                                       |
| 1989  | Nigel Mansell                                   | Ferrari                                         | Jacarepagua                                     | Résultats                                       |
| 1990  | Alain Prost                                     | Ferrari                                         | Interlagos                                      | Résultats                                       |
| 1991  | Ayrton Senna                                    | McLaren-Honda                                   | Interlagos                                      | Résultats                                       |
| 1992  | Nigel Mansell                                   | Williams-Renault                                | Interlagos                                      | Résultats                                       |
| 1993  | Ayrton Senna                                    | McLaren-Ford                                    | Interlagos                                      | Résultats                                       |
| 1994  | Michael Schumacher                              | Benetton-Ford                                   | Interlagos                                      | Résultats                                       |
| 1995  | Michael Schumacher                              | Benetton-Renault                                | Interlagos                                      | Résultats                                       |
| 1996  | Damon Hill                                      | Williams-Renault                                | Interlagos                                      | Résultats                                       |
| 1997  | Jacques Villeneuve                              | Williams-Renault                                | Interlagos                                      | Résultats                                       |
| 1998  | Mika Häkkinen                                   | McLaren-Mercedes                                | Interlagos                                      | Résultats                                       |
| 1999  | Mika Häkkinen                                   | McLaren-Mercedes                                | Interlagos                                      | Résultats                                       |
| 2000  | Michael Schumacher                              | Ferrari                                         | Interlagos                                      | Résultats                                       |
| 2001  | David Coulthard                                 | McLaren-Mercedes                                | Interlagos                                      | Résultats                                       |
| 2002  | Michael Schumacher                              | Ferrari                                         | Interlagos                                      | Résultats                                       |
| 2003  | Giancarlo Fisichella                            | Jordan-Ford                                     | Interlagos                                      | Résultats                                       |
| 2004  | Juan Pablo Montoya                              | Williams-BMW                                    | Interlagos                                      | Résultats                                       |
| 2005  | Juan Pablo Montoya                              | McLaren-Mercedes                                | Interlagos                                      | Résultats                                       |
| 2006  | Felipe Massa                                    | Ferrari                                         | Interlagos                                      | Résultats                                       |
| 2007  | Kimi Räikkönen                                  | Ferrari                                         | Interlagos                                      | Résultats                                       |
| 2008  | Felipe Massa                                    | Ferrari                                         | Interlagos                                      | Résultats                                       |
| 2009  | Mark Webber                                     | Red Bull-Renault                                | Interlagos                                      | Résultats                                       |
| 2010  | Sebastian Vettel                                | Red Bull-Renault                                | Interlagos                                      | Résultats                                       |
| 2011  | Mark Webber                                     | Red Bull-Renault                                | Interlagos                                      | Résultats                                       |
| 2012  | Jenson Button                                   | McLaren-Mercedes                                | Interlagos                                      | Résultats                                       |
| 2013  | Sebastian Vettel                                | Red Bull-Renault                                | Interlagos                                      | Résultats                                       |
| 2014  | Nico Rosberg                                    | Mercedes                                        | Interlagos                                      | Résultats                                       |
| 2015  | Nico Rosberg                                    | Mercedes                                        | Interlagos                                      | Résultats                                       |
| 2016  | Lewis Hamilton                                  | Mercedes                                        | Interlagos                                      | Résultats                                       |
| 2017  | Sebastian Vettel                                | Ferrari                                         | Interlagos                                      | Résultats                                       |
| 2018  | Lewis Hamilton                                  | Mercedes                                        | Interlagos                                      | Résultats                                       |
| 2019  | Max Verstappen                                  | Red Bull-Honda                                  | Interlagos                                      | Résultats                                       |
| 2020  | Annulé à la suite de la pandémie de coronavirus | Annulé à la suite de la pandémie de coronavirus | Annulé à la suite de la pandémie de coronavirus | Annulé à la suite de la pandémie de coronavirus |
| 2021  | Lewis Hamilton                                  | Mercedes                                        | Interlagos                                      | Résultats                                       |
| 2022  | George Russell                                  | Mercedes                                        | Interlagos                                      | Résultats                                       |
| 2023  | Max Verstappen                                  | Red Bull-Honda RBPT                             | Interlagos                                      | Résultats                                       |
| 2024  | Max Verstappen                                  | Red Bull-Honda RBPT                             | Interlagos                                      | Résultats                                       |

### Palmarès par pilote
| Nombre de victoires | Pilote               | Année                              |
| 6                   | Alain Prost          | 1982, 1984, 1985, 1987, 1988, 1990 |
| 4                   | Carlos Reutemann     | 1972, 1977, 1978, 1981             |
| 4                   | Michael Schumacher   | 1994, 1995, 2000, 2002             |
| 3                   | Sebastian Vettel     | 2010, 2013, 2017                   |
| 3                   | Lewis Hamilton       | 2016, 2018, 2021                   |
| 3                   | Max Verstappen       | 2019, 2023, 2024                   |
| 2                   | Ayrton Senna         | 1991, 1993                         |
| 2                   | Emerson Fittipaldi   | 1973, 1974                         |
| 2                   | Felipe Massa         | 2006, 2008                         |
| 2                   | Juan Pablo Montoya   | 2004, 2005                         |
| 2                   | Mika Häkkinen        | 1998, 1999                         |
| 2                   | Mark Webber          | 2009, 2011                         |
| 2                   | Nelson Piquet        | 1983, 1986                         |
| 2                   | Nigel Mansell        | 1989, 1992                         |
| 2                   | Nico Rosberg         | 2014, 2015                         |
| 1                   | Carlos Pace          | 1975                               |
| 1                   | Damon Hill           | 1996                               |
| 1                   | David Coulthard      | 2001                               |
| 1                   | Giancarlo Fisichella | 2003                               |
| 1                   | Jacques Laffite      | 1979                               |
| 1                   | Jacques Villeneuve   | 1997                               |
| 1                   | Kimi Räikkönen       | 2007                               |
| 1                   | Niki Lauda           | 1976                               |
| 1                   | René Arnoux          | 1980                               |
| 1                   | Jenson Button        | 2012                               |
| 1                   | George Russell       | 2022                               |

| Pos. | Nation      | Victoires |
| ---- | ----------- | --------- |
| 1er  | Brésil      | 9         |
| 1er  | Allemagne   | 9         |
| 1er  | Royaume-Uni | 9         |
| 4e   | France      | 8         |
| 5e   | Argentine   | 4         |
| 6e   | Finlande    | 3         |
| 7e   | Colombie    | 2         |
| 7e   | Australie   | 2         |
| 7e   | Pays-Bas    | 2         |

### Victoires par constructeur
| Nombre de victoires | Constructeur | Année                                                                  |
| 12                  | McLaren      | 1974, 1984, 1985, 1987, 1988, 1991, 1993, 1998, 1999, 2001, 2005, 2012 |
| 11                  | Ferrari      | 1976, 1977, 1978, 1989, 1990, 2000, 2002, 2006, 2007, 2008, 2017.      |
| 6                   | Williams     | 1981, 1986, 1992, 1996, 1997, 2004                                     |
| 6                   | Red Bull     | 2009, 2010, 2011, 2013, 2019, 2023                                     |
| 5                   | Mercedes     | 2014, 2015, 2016, 2021, 2022                                           |
| 3                   | Brabham      | 1972, 1975, 1983                                                       |
| 2                   | Benetton     | 1994, 1995                                                             |
| 2                   | Renault      | 1980, 1982                                                             |
| 1                   | Jordan       | 2003                                                                   |
| 1                   | Lotus        | 1973                                                                   |

| Pos. | Nation      | Victoires |
| ---- | ----------- | --------- |
| 1er  | Royaume-Uni | 24        |
| 2e   | Italie      | 11        |
| 3e   | Autriche    | 6         |
| 4e   | Allemagne   | 5         |
| 5e   | France      | 2         |
| 6e   | Irlande     | 1         |

## Records
- Le moteur le plus victorieux : Ferrari avec 11 victoires, devant Ford et ses 8 succès.
- L'arrivée la plus serrée : En 2002, Michael Schumacher, sur Ferrari, a battu son frère Ralf Schumacher, sur Williams-BMW, avec un écart de 0,588 seconde sous le drapeau à damier.
- La victoire la plus large : En 1994, Michael Schumacher (Benetton-Ford), a franchi la ligne avec un tour d'avance sur son dauphin Damon Hill (Williams-Renault).
- Le record de pole positions : Ayrton Senna a réalisé six fois la pole (1986, 1988, 1989, 1990, 1991 et 1994).
- Le record de victoires : Alain Prost s'est imposé à six reprises (1982, 1984, 1985, 1987, 1988 et 1990). Il devance Carlos Reutemann (1972, 1977, 1978 et 1981) et Michael Schumacher  (1994, 1995, 2000 et 2002) qui compte quatre victoires chacun.
- Victoires consécutives : L'écurie Ferrari a réussi à s'imposer trois fois de suite en 1976, 1977 et 1978, et réédite l'exploit trente ans plus tard (2006, 2007 et 2008). Red Bull a égalé ce record en 2009, 2010, 2011, ainsi que Mercedes en 2014, 2015 et 2016.